# みちのくカード
みちのくカード株式会社（英:MICHINOKU CARD CO., LTD.）は、青森県青森市に本社を置く、株式会社青森みちのく銀行の持分法適用関連会社で、クレジットカード会社である。
ユーシーカード株式会社（UC）のブラザーズカンパニー、MUFGカード（三菱UFJニコス株式会社）のフランチャイジーであり、青森みちのく銀行の顧客基盤を基にクレジットカードの発行や加盟店の開拓を行っている。

## 概要
2005年4月1日にみちのくカード株式会社（2002年1月15日にみちのくエムシーカード株式会社から改称）を合併し、みちのくユーシーカード株式会社から現在の商号に変更した。

## キャッシュカード一体型クレジットカード
Michinoku Cardは、みちのく銀行のキャッシュカード（ICキャッシュカード）の機能を有したクレジットカードであり、2006年5月15日から取り扱い始めた。ブランドはUC。入会審査業務はキュービタスに委託している。